# Astragalus edmonstonei
Astragalus edmonstonei es una especie de planta herbácea perteneciente a la familia de las leguminosas. Es originaria de Sudamérica.
Es una planta herbácea perennifolia originaria de Sudamérica,  encontrándose en Chile.

## Taxonomía
Astragalus edmonstonei fue descrita por (Hook.f.) B.L.Rob. y publicado en Proceedings of the American Academy of Arts and Sciences 38: 148. 1902.
Etimología
Astragalus: nombre genérico derivado del griego clásico άστράγαλος y luego del Latín astrăgălus aplicado ya en la antigüedad, entre otras cosas, a algunas plantas de la familia Fabaceae, debido a la forma cúbica de sus semillas parecidas a un hueso del pie.
edmonstonei: epíteto
Sinonimia
- Astragalus edmondstonei (Hook.f.) B.L.Rob.
- Astragalus affinis Steud.
- Astragalus chrysanthus Reiche
- Astragalus flavus (Hook. & Arn.) E.Sheld.
- Astragalus hohenacheri Speg.
- Phaca acutidens Phil.
- Phaca chrysantha Moris
- Phaca edmonstonei Hook. f.
- Phaca flava Hook. & Arn.
- Phaca podocarpa Phil.